# Luis Alberti
Luis Felipe Alberti Mieses (* 19. April 1906 in La Vega; † 26. Januar 1976 in Santiago de los Caballeros) war ein dominikanischer Merenguemusiker.
Alberti entstammte einer musikalischen Familie. Sein Urgroßvater Juan Bautista Alfonseca komponierte die erste dominikanische Nationalhymne, seine Mutter María Mieses war Klavierlehrerin. Als Kind spielte er Becken im Orchester seiner Geburtsstadt, bevor er mit seiner Familie nach Santa Cruz de Mao kam. Hier erhielt er eine klassische Violinausbildung.
Später übersiedelte er nach Santiago de los Caballeros, wo er seine Violinausbildung vervollkommnete. Er spielte dann Begleitmusik zu Stummfilmen und wurde mit dessen Gründung 1932 Mitglied des Orquesta Sinfónica de Santo Domingo. 1936 wurde er Leiter einer Merengue-Jazz-Band, die musikalisch an den dominikanischen merengue tipico anknüpfte. Für sie komponierte er Titel wie Luna sobre el Jaragua, Tu no Podras olvidar, Estampas criollas und Compadre Pedro Juan. Letzterer wurde international bekannt und von Musikern wie Billo’s Caracas Boys, Xavier Cugat, El Gran Combo de Puerto Rico, Wilfrido Vargas, Angel Viloria y Su Conjunto Tipico Cibaeno sowie Alberto Naranjo & El Trabuco Venezolano gespielt.
Im Rundfunksender H.I.9B, dessen musikalischer Leiter Alberti war, hatte sein Orchester eine regelmäßige Sendung und ab 1944 trat es zehn Jahre lang regelmäßig im Hotel Jaragua auf. Alberti war außerdem Chordirektor der Schulen von Santiago de los Caballeros, Organist an der Kathedrale Santiago Apóstol und Erster Geiger des Orchesters der Compañia Anónima Tabacalera.
Neben Merengue-Liedern komponierte Alberti auch Orchesterwerke wie Estampas criollas, eine Suite für Chor und Orchester, Albertiana, Olas, Olas de mar und Scherzando. Er veröffentlichte außerdem eine Sammlung von Kinderliedern, das Lehrbuch Metodo de tambora y güira und die Schrift Música, músicos y orquestas bailables dominicanas que se destacaron durante la primera mitad del siglo XX.